# Theodor Jankowski
Theodor Jankowski (* 11. September 1852 in Flatow; † 16. April 1919 in Oberschlesien) war polnischer katholischer Geistlicher und Mitglied des Deutschen Reichstags.

## Leben
Jankowski besuchte das Gymnasium in Konitz in Westpreußen und studierte Theologie und Philologie in Breslau. Er war Hauslehrer, seit 1887 Kaplan in Pilchowitz, Friedland, Loslau und seit 1891 Pfarrer in Groß Kottorz.
Von 1907 bis 1912 war er Mitglied des Deutschen Reichstags für den Wahlkreis Regierungsbezirk Oppeln 4 Lublinitz, Tost-Gleiwitz und die Polnische Fraktion.